# Castel C-301S
Dimensions
Le Castel C-301S est un planeur d’entraînement construit au début des années 1940 en France. C'est un planeur monoplan à ailes hautes.

## Construction
Le Castel 301S ressemble beaucoup à ses contemporains (Nord 1300, SA 103 Émouchet) avec une aile haute rectangulaire sauf le bout d'aile arrondi. Seuls les bords d'attaque et les saumons d'aile sont coffrés en contreplaqué le reste de l'aile étant entoilée. Les ailerons occupent la plus grande partie du bord de fuite. L'aile haute est reliée au fuselage par deux mats profilés. Les premières versions n'ont pas d'aérofreins (voir le plan 3 vues).
Le fuselage de section hexagonale comporte un poste de pilotage ouvert juste protégé par un petit pare-brise en plexiglas. Les empennages sont triangulaires avec l'extrémité arrondie. Les parties fixes sont coffrées et les gouvernes entoilées.
Le train d'atterrissage se compose d'un patin en bois à l'avant et d'une béquille d'étambot.

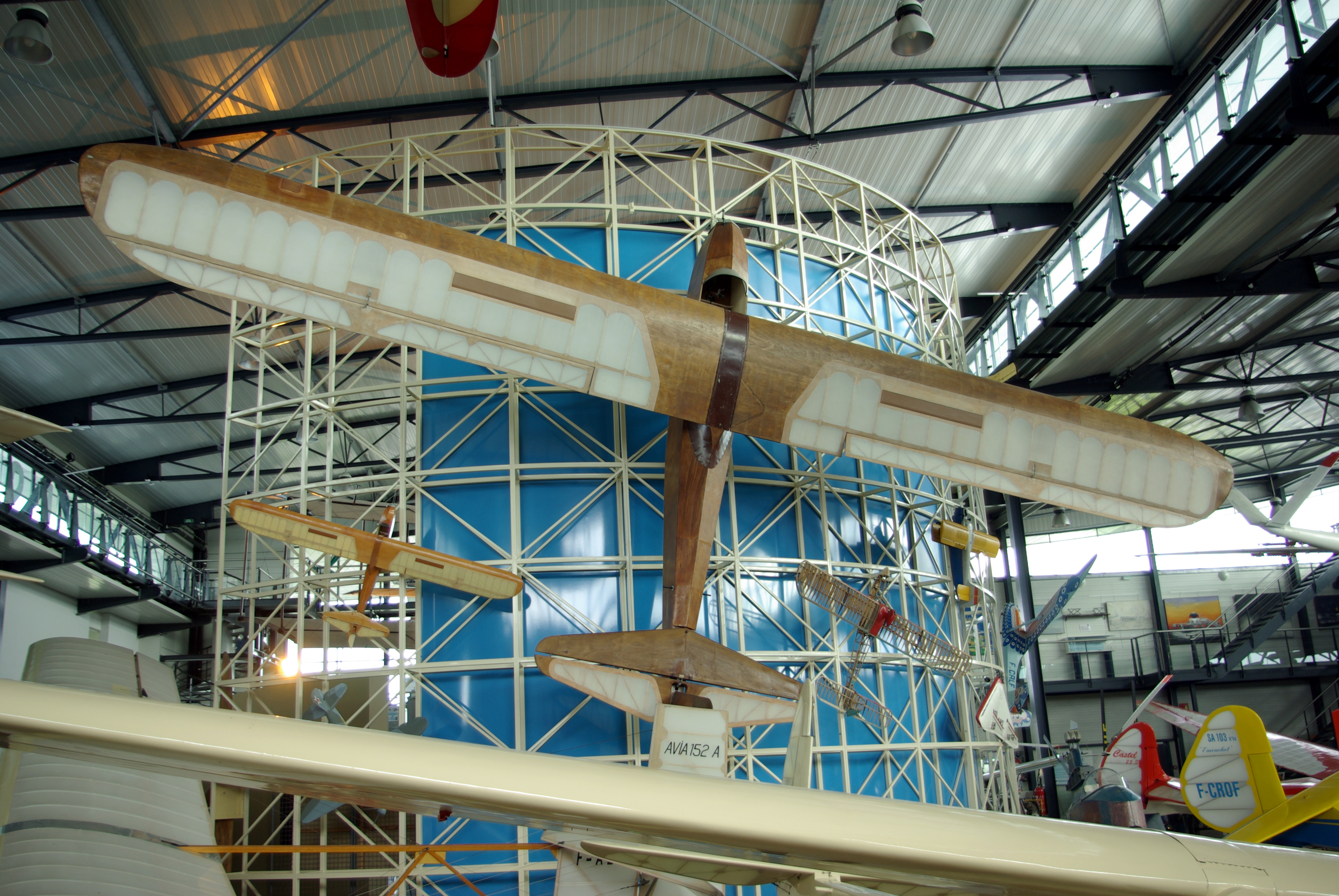
Castel 301S - Angers-Marcé

## Vol
En tant que planeur de début il était souvent le premier monoplace utilisé par les élèves formés sur Caudron C.800 ou Castel C-25 S. Ses performances modestes ne lui permettaient guère plus que les "cinq minutes" du brevet C et le gain de 1000 m du brevet D.
C'est au début de 1955 qu'une paire d'aérofreins d'extrados est ajoutée au planeur à la demande du président du groupe l'Air Georges Abrial.

## Planeurs survivants
En 2019, il reste 19 Castel C-301S inscrits au registre de l'aviation civile française.